# Віллібальд Ціпфель
Віллібальд Ціпфель (нім. Willibald Zipfel; 8 липня 1919, Герне — 2 лютого 1964, Гельзенкірхен) — німецький військовий бортрадист, фельдфебель люфтваффе. Кавалер Лицарського хреста Залізного хреста.

## Біографія
- Нагрудний знак бортрадиста і бортстрільця
- Залізний хрест
  - 2-го класу (2 серпня 1942)
  - 1-го класу (28 серпня 1942)
- Авіаційна планка штурмовика в золоті з підвіскою «900»
  - в бронзі (18 серпня 1942)
  - в золоті (17 вересня 1942)
  - підвіска (24 січня 1943)
- Почесний Кубок Люфтваффе (4 січня 1943)
- Німецький хрест в золоті (12 січня 1943)
- Нагрудний знак «За поранення» в чорному (10 квітня 1944)
- Лицарський хрест Залізного хреста (6 грудня 1944) — як фельдфебель і бортрадист 3-ї ескадрильї 2-ї ескадри пікіруючих бомбардувальників за приблизно 950 бойових вильотів в якості бортрадиста аса Генріха Меєрінга.